# Professore a tuttogas
Professore a tuttogas (Son of Flubber) è un film statunitense del 1963 diretto da Robert Stevenson.
Fu il quarto dei sette film di cui Fred MacMurray fu protagonista per la Disney tra il 1959 e il 1973. Si tratta del sequel del film del 1961 Un professore fra le nuvole (The Absent Minded Professor), con lo stesso cast e regista.